# The Troika (Kuala Lumpur)
The Troika est un ensemble de trois gratte-ciel résidentiels construits en 2010 à Kuala Lumpur en Malaisie. La tour 3 en est la plus haute avec 204 mètres. Les tours 2 et 1 mesurent respectivement 177 et 160 mètres.